# Comtat d'Elbasan
El comtat d'Elbasan (en albanès Qarku i Elbasanit) és un dels dotze comtats d'Albània. Està format pels districtes d'Elbasan, Gramsh, Librazhd i Peqin. La seva capital és Elbasan. Fou establert en 1991 després del canvi de règim que va suposar la revolució romanesa de 1989.